# Broekzijdse polder
Het Broekzijdsche waterschap was een waterschap in de toenmalige gemeente Abcoude in de Nederlandse provincie Utrecht. Het waterschap werd opgericht in 1838 en ging in 1976 op in waterschap De Proosdijlanden, dat op haar beurt in 1991 opging in het Hoogheemraadschap (waterschap) Amstel, Gooi en Vecht (AGV).
Het waterschap omvatte de Broekzijdse polder (ook wel Broekzijdsche polder of Broekzijder polder) ten noordoosten van het dorp Abcoude, ten noorden en westen van het Gein. De polder is door het waterschap AGV met enkele andere polders ingedeeld in het plangebied Bijlmerring.
De noordgrens van de polder is de Hollandsche Kade, die de grens vormt met de provincie Noord-Holland,  tot 1966 met de gemeente Weesperkarspel, sindsdien met Amsterdam-Zuidoost. In de middeleeuwen bevond zich ten noorden van de Hollandse Kade een bosrijk gebied, het Reyghersbosch, dat echter geleidelijk door de middeleeuwse veenontginningen verdween.
Tot 1980 werd de polder bemalen door de Broekzijder Molen, aan de oostkant van de polder, die uitsloeg op het Gein.
De bemalingsfunctie is overgenomen door het in 1976 gebouwde Broekzijds gemaal, aan de westkant van de polder en aan de noordzijde van de dorpskern van Abcoude. Het is een elektrisch gemaal met twee vijzels dat uitmaalt op het Abcoudermeer. Het is eigendom van AGV en wordt beheerd door Waternet.

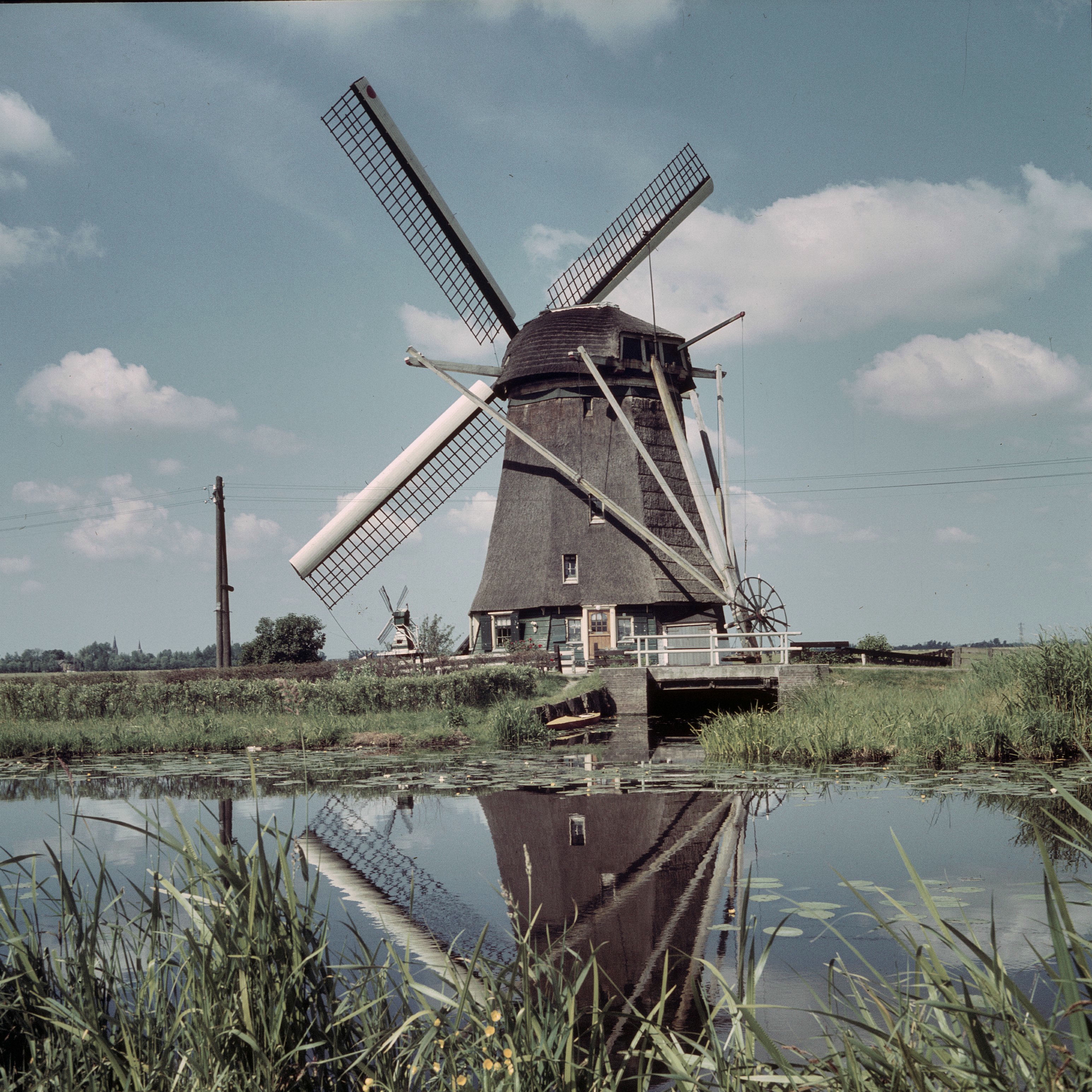
De Broekzijder Molen aan het Gein
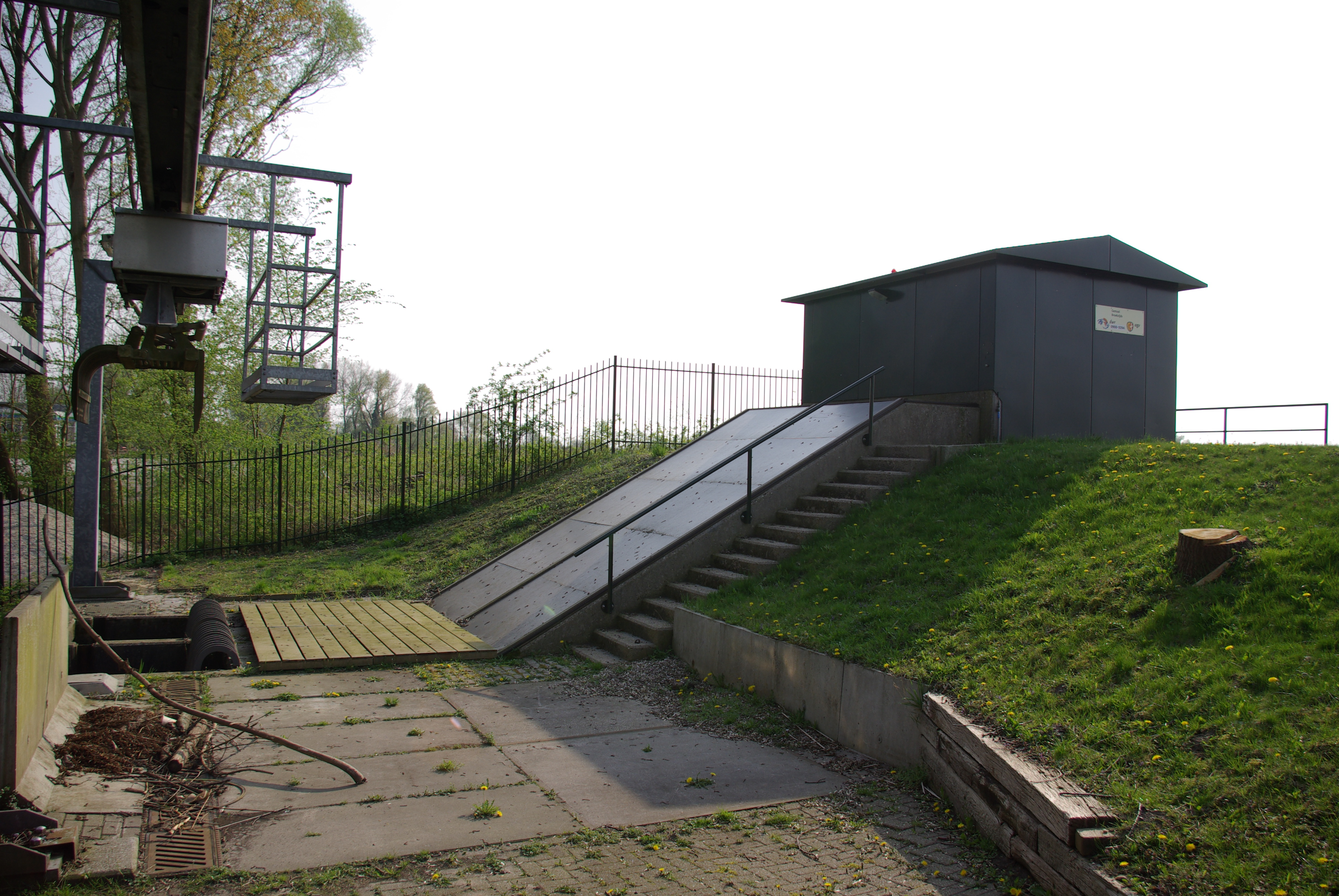
Het Broekzijds gemaal bij het Abcoudermeer